# East Palestine
East Palestine – wieś w USA, we wschodniej części stanu Ohio, w hrabstwie Columbiana. Liczba mieszkańców w 2000 roku wynosiła 4917.
3 lutego 2023 w miejscowości wykoleił się pociąg przewożący chemikalia, w tym chlorek winylu. Wskutek wykolejenia rozpoczął się trwający kolejne dni pożar. Władze miejscowości wezwały do natychmiastowej ewakuacji osób zamieszkałych w promieniu mili (ok. 1,6 km) od miejsca katastrofy.